# Mulpump

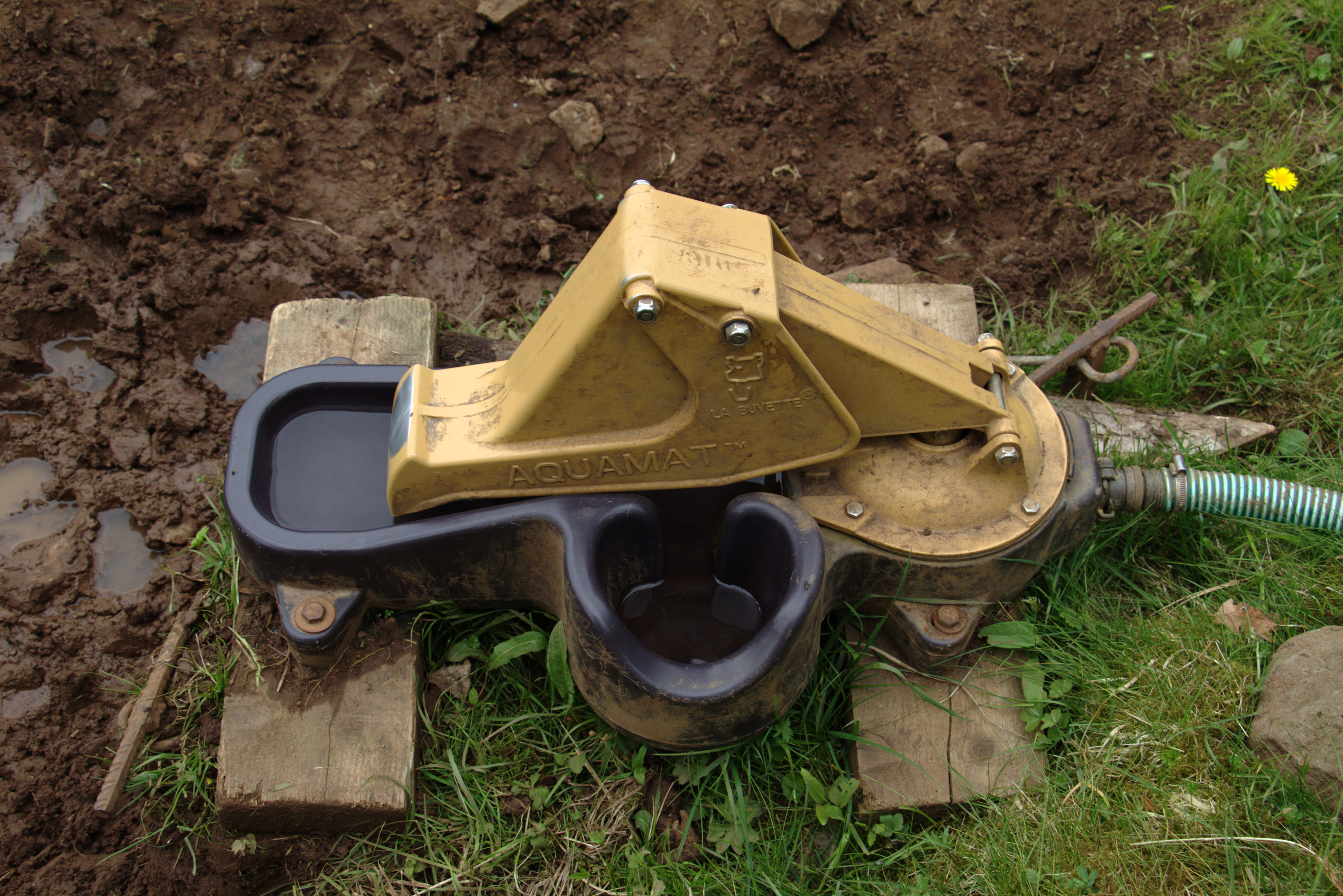
Mulpump. Själva membranpumpen finns under den gulmålade cirkulära skivan i högra delen till vilken den gröna tilloppsslangen ansluter. När djuret dricker ur tråget till vänster trycks hävarmen undan (neråt och åt höger i bilden) av mulen, vilket lyfter den högra änden av hävarmen och därigenom även membranet, så att vatten sugs in i pumpen. När djuret sedan lättar på trycket på hävarmen fylls tråget på igen. Den lilla behållaren på sidan är avsedd för kalvar åt vilka modern pumpar upp vatten medan hon själv dricker.

En mulpump, även kallad betespump eller markpump, är en vattenpump som används i beteshagar med vilken djuren själva kan pumpa upp dricksvatten, exempelvis från en närbelägen bäck. Vattnet serveras i ett tråg vilket delvis skyms av en hävarm, så för att komma åt vattnet måste djuret trycka undan hävarmen med mulen. Denna hävarm är förbunden till pumpen, vilken är en helt vanlig membranpump. Varje pumpslag producerar ungefär en halv liter vatten. En mulpump kan leverera vatten åt upp till 40 kor. Mulpumpen är en enkel och relativt mobil anordning som förhindrar stranderosion och att djuren förorenar vattnet.

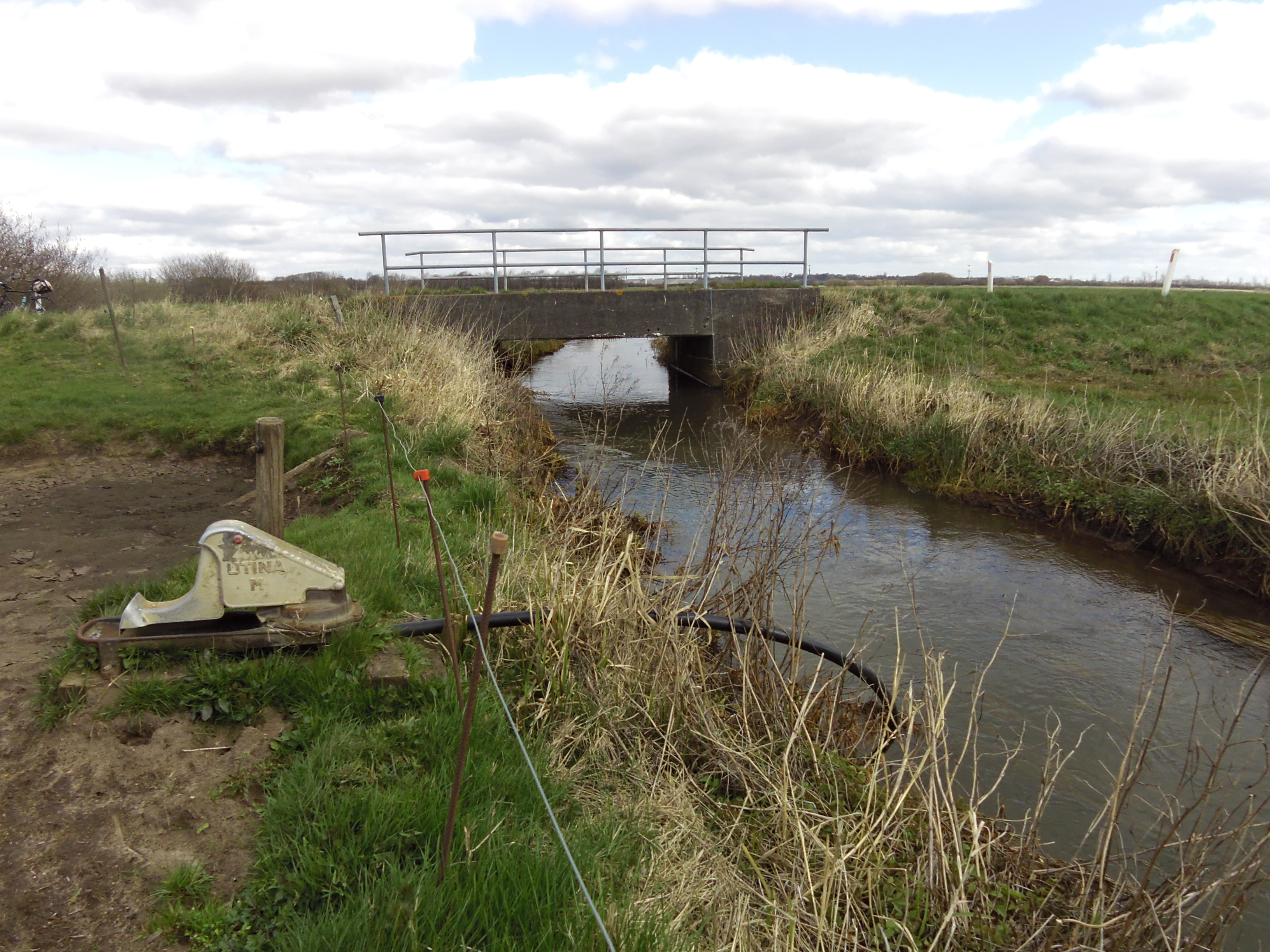
Mulpump vid bäck i Danmark.
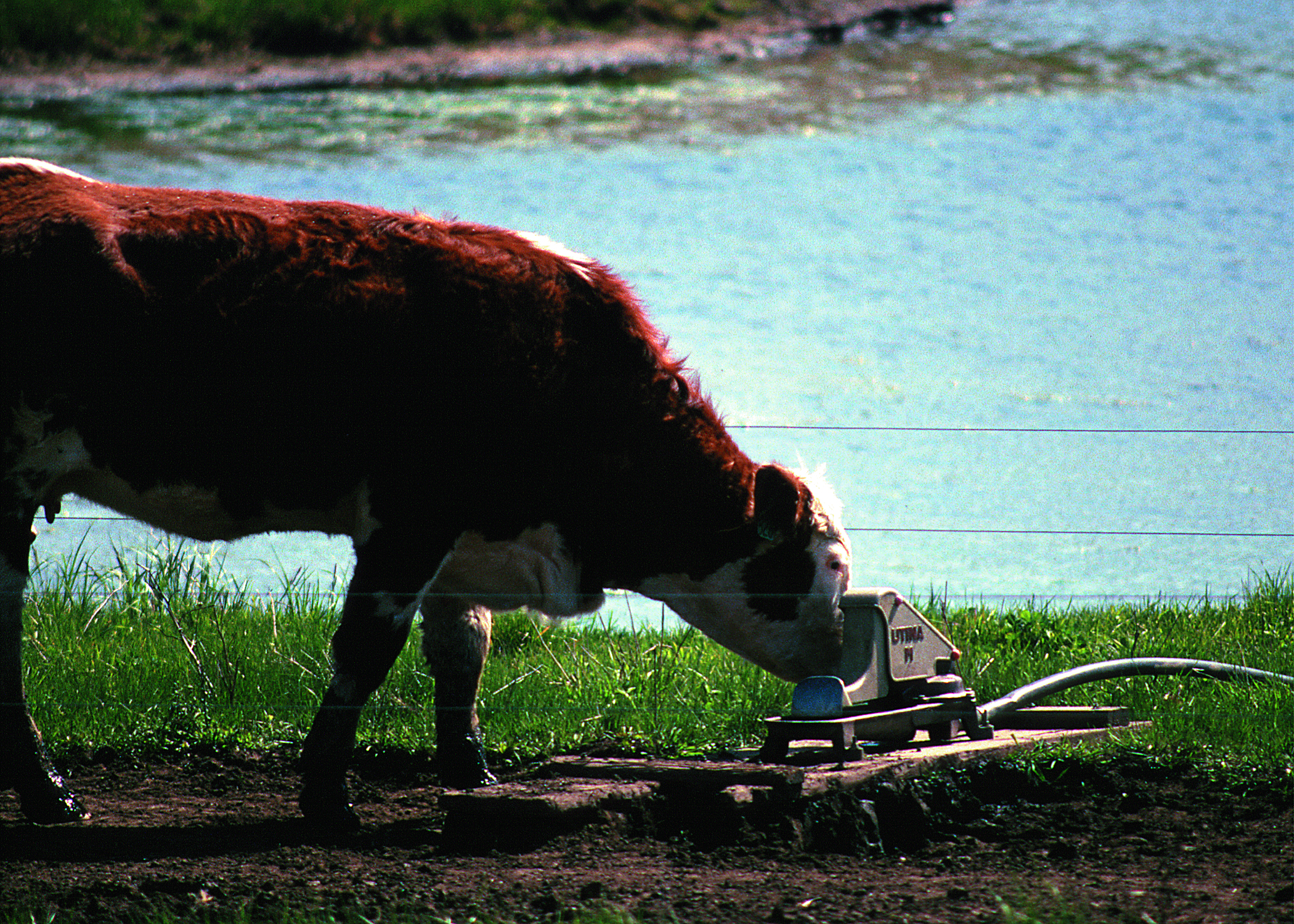
Ko i Iowa som dricker från en mulpump.
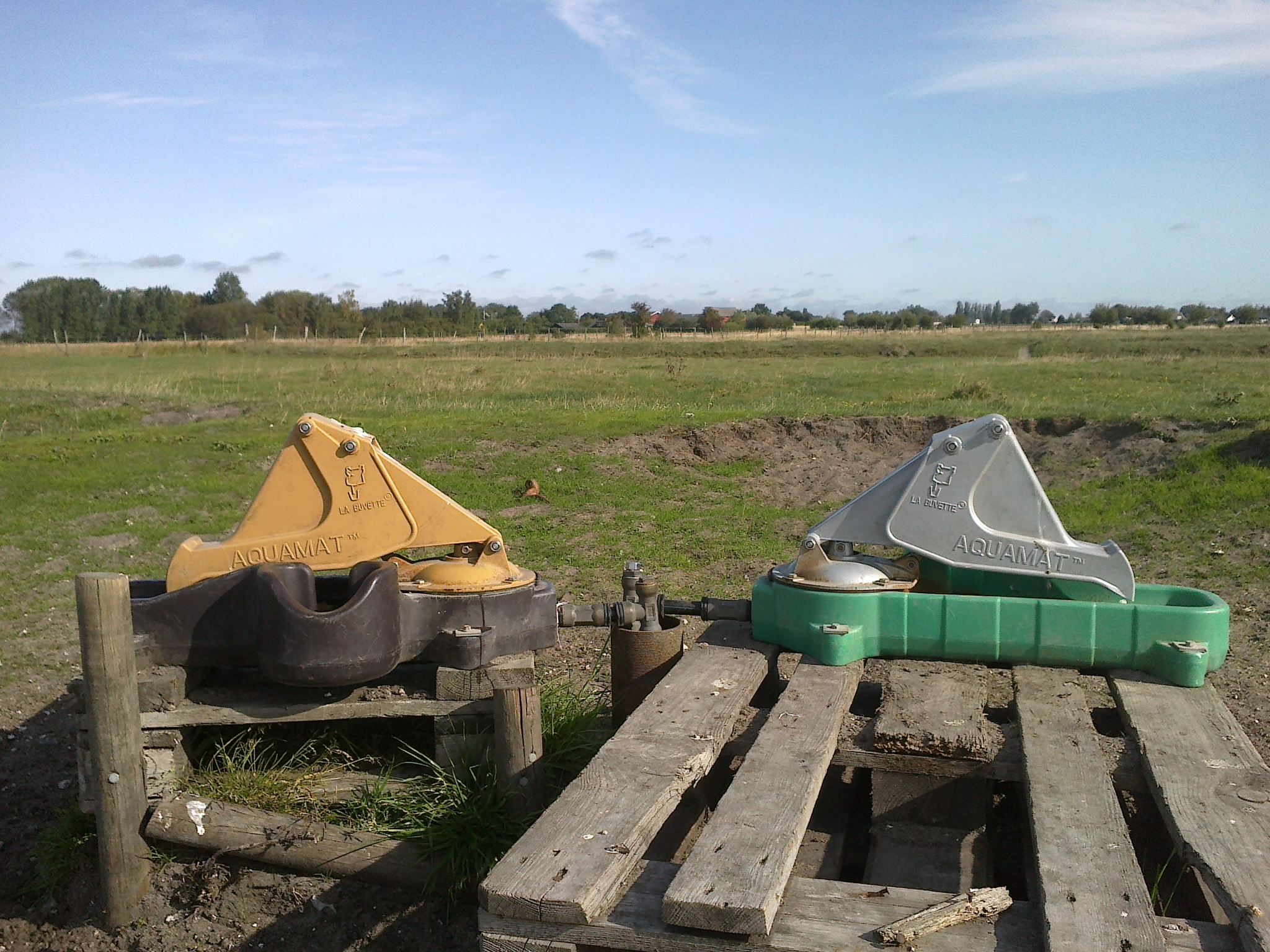
Två mulpumpar på Tygelsjö ängar.